# Leora Tanenbaum
Leora Tanenbaum is een Amerikaans schrijfster en feministe.

## Biografie
Tanenbaum, van Joodse afkomst, volgde studies aan de Brown-universiteit. Ze is werkzaam als editorial director bij het Barnard College van de Columbia-universiteit. Ze woont in New York.
Tanenbaum kwam in 1999 als eerste met de term "slut-bashing", volgens Time Magazine de voorloper van de hedendaagse term "slut-shaming". Haar eerste boek Slut! Growing Up Female With a Bad Reputation uit 1998 werd door Bustle genoemd als een van de 11 groundbreaking books about women making history.